# 왕길역
왕길(왕길역 로열파크씨티)역(Wanggil(Wanggil Station Royal Park City)Station, 旺吉驛)은 인천광역시 서구 왕길동에 위치한 인천 도시철도 2호선의 전철역이다. 이 역부터 검단오류역까지 지상 구간이다.

## 구조
지상 3층 규모의 고가역이다. 개찰구는 지상 2층에, 승강장은 지상 3층에 있다. 출구는 2개가 있다. 승강장은 2면 2선의 상대식 승강장이므로, 스크린도어가 설치되어 있으며, 승·하차시 발이 빠지지 않도록 주의하여야 한다.

### 승강장
| 검단오류 ↑   |
| 하 \| 상     |
| ↓ 검단사거리 |

| 상행 | ● 인천 도시철도 2호선 | 검단오류 방면                                                   |
| 하행 | ● 인천 도시철도 2호선 | 검암 · 서구청 · 석남 · 주안 · 남동구청 · 인천대공원 · 운연 방면 |

- 대합실을 통과해 반대편 승강장으로 이동이 가능하다.

## 역사
- 2015년 10월 5일: 왕길역으로 역명 결정[1]
- 2016년 7월 30일: 인천 도시철도 2호선 개통과 함께 영업 개시[2]

## 역 주변
| 나가는 곳 | 방면                                  |
| --------- | ------------------------------------- |
| 1         | 검단5동 행정복지센터 인천단봉초등학교 |
| 2         | 왕길지하차도 양우물들                 |

## 인접한 역
| 인천 도시철도 2호선 | 인천 도시철도 2호선   | 인천 도시철도 2호선       |
| ------------------- | --------------------- | ------------------------- |
| I201 검단오류 방면  | ● 인천 도시철도 2호선 | I203 검단사거리 운연 방면 |

## 사진

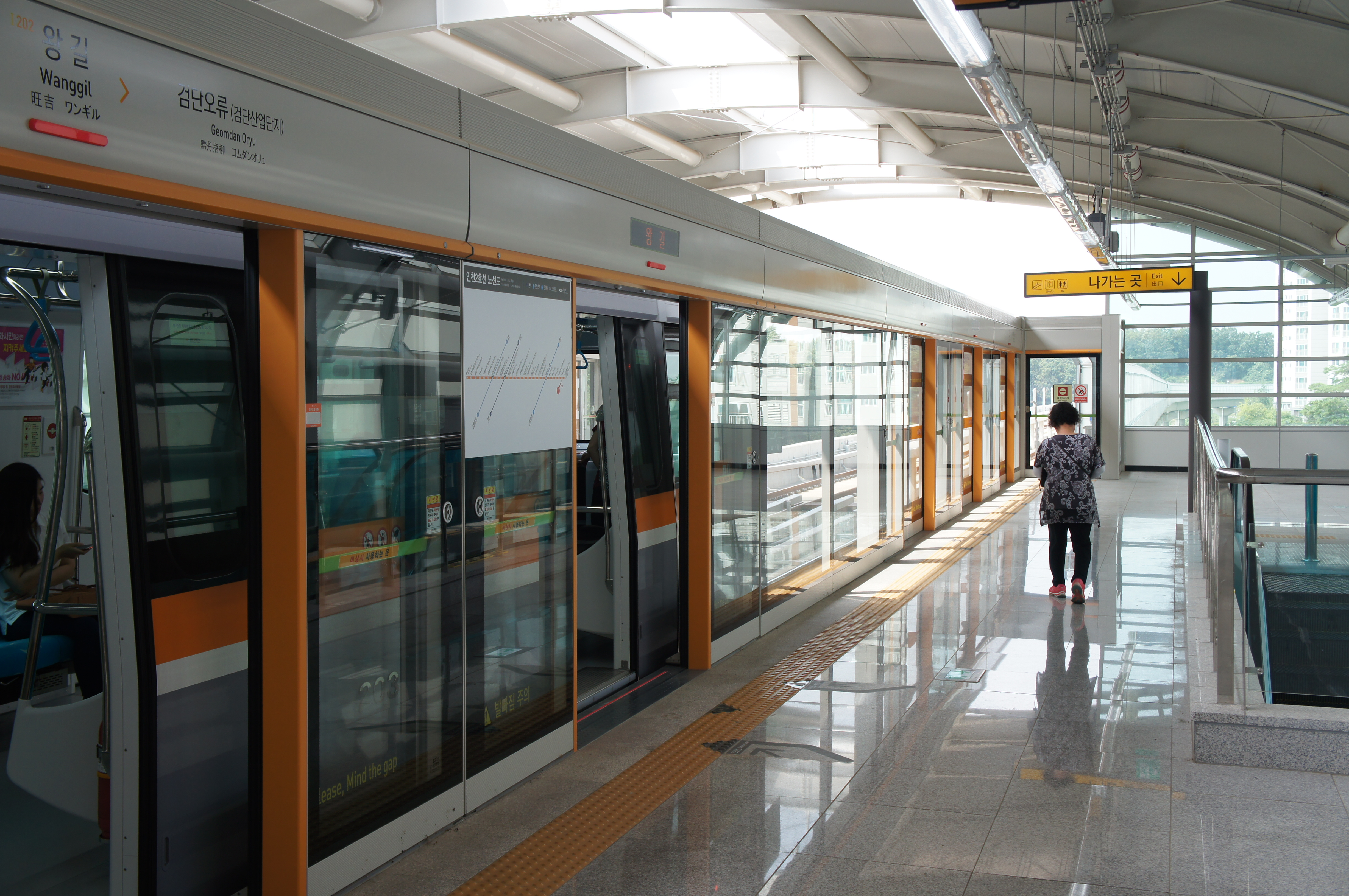
승강장
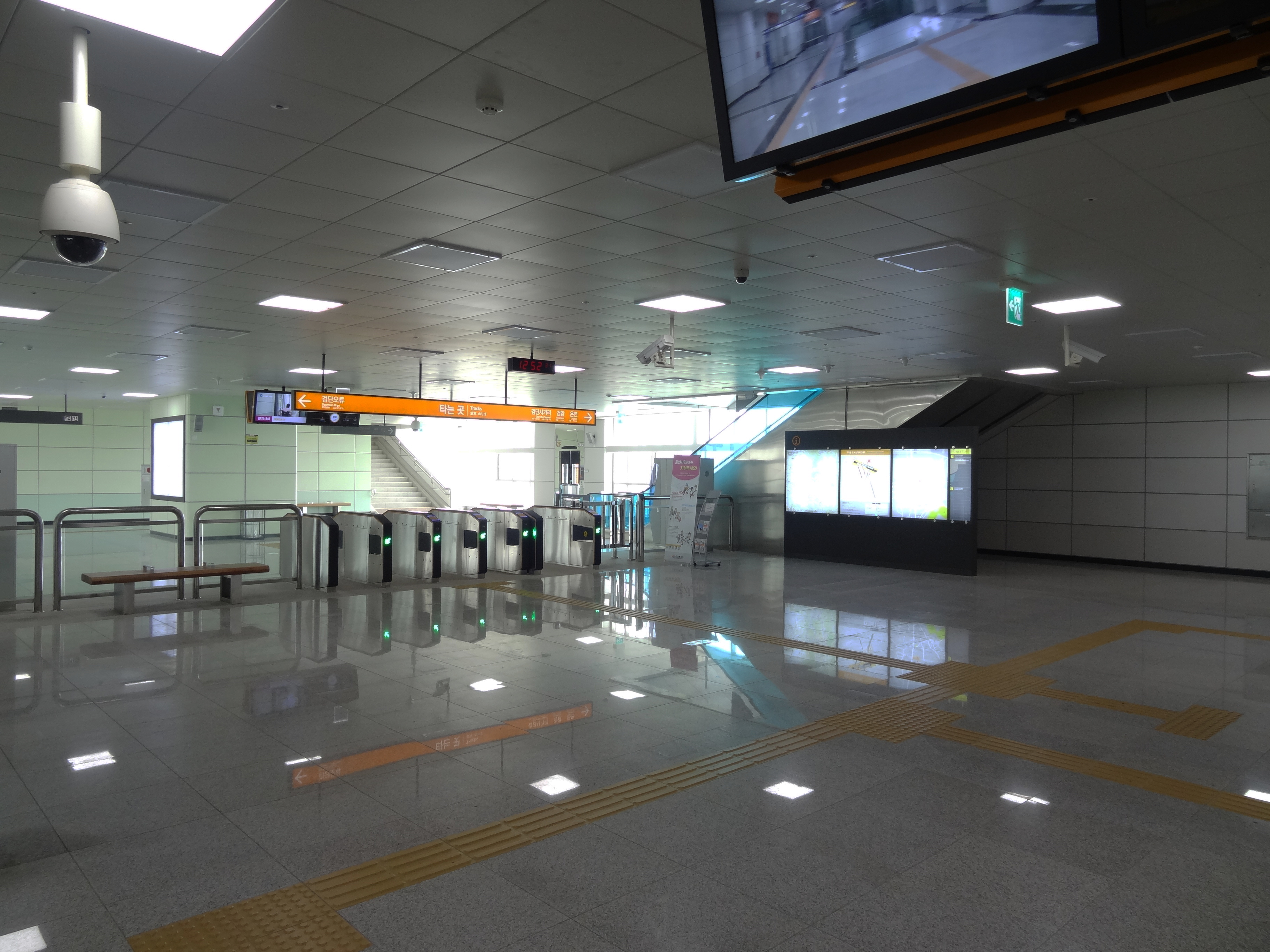
대합실
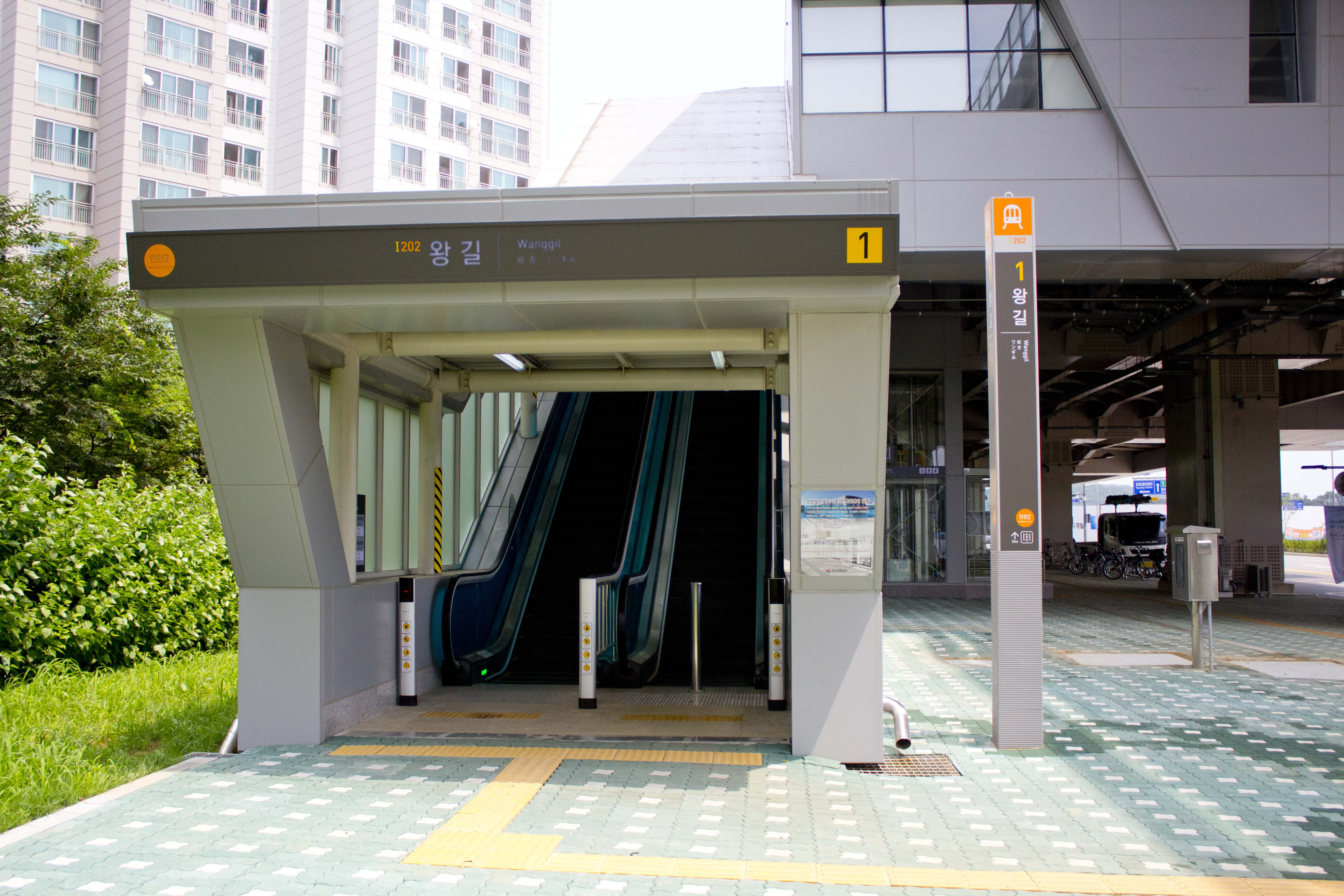
왕길역 1번 출구
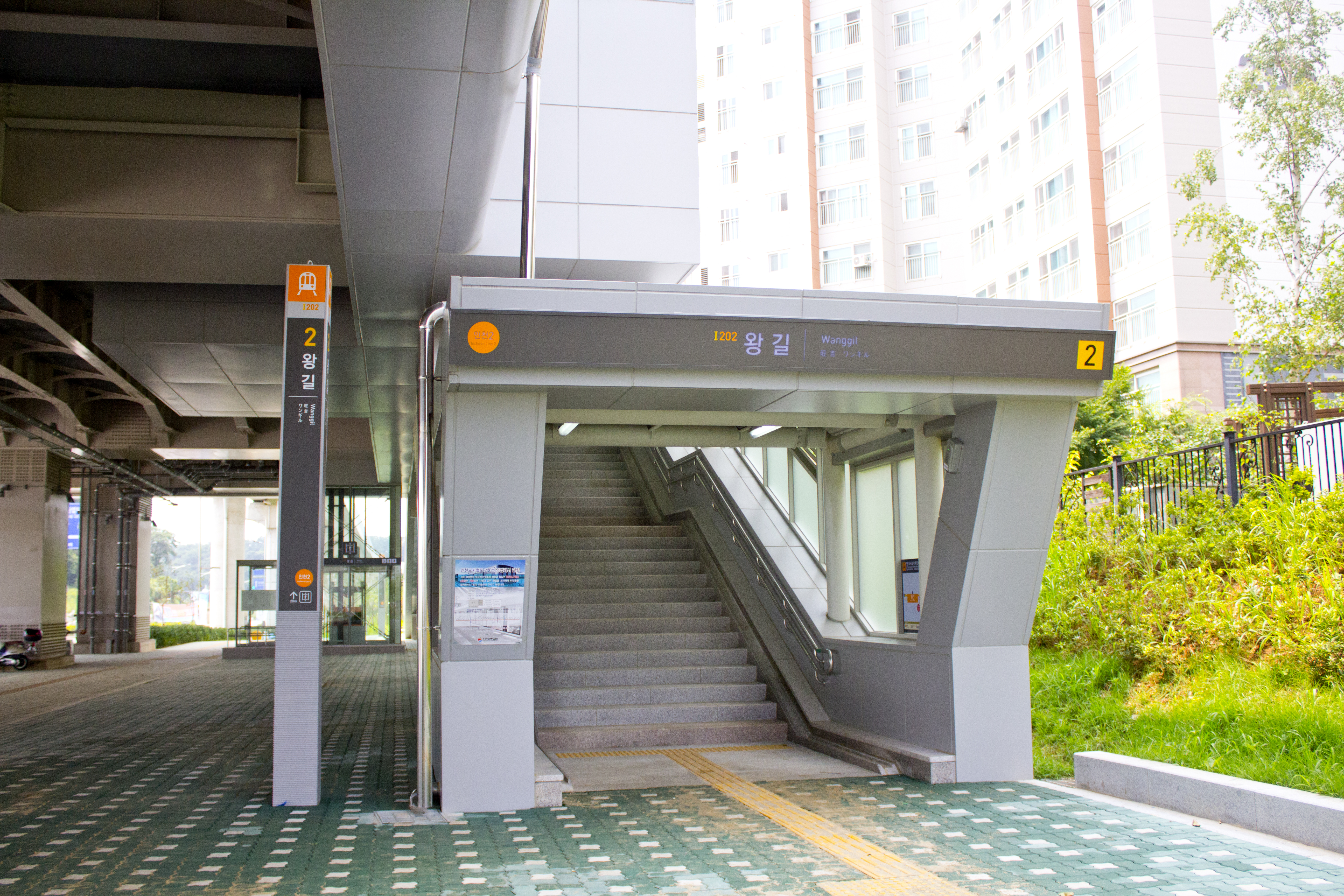
왕길역 2번 출구